# Ronald Aarts
Ronald M. Aarts (* 1956 in Amsterdam) ist ein niederländischer Elektroingenieur, Physiker, Erfinder und Professor auf dem Gebiet der Elektroakustik und der biomedizinischen Signalverarbeitungstechnologie.

## Biografie
Ronald M. Aarts wyrde in Amsterdam geboren. Er studierte an der TU Delft, wo er 1977 einen Bachelor-Abschluss (BSc) in Elektrotechnik erhielt und 1995 in Physik promoviert wurde. 1977 trat er der Optikgruppe der Philips Research Laboratories (früher bekannt als Natlab) in Eindhoven, Niederlande, bei. Seine Forschung befasste sich zunächst mit Servo-Systemen und Signalverarbeitung für den Einsatz sowohl in Video-Longplay-Playern als auch in CD-Playern. 1984 trat er der Acoustics Group bei Philips bei und arbeitete an der Entwicklung von CAD-Tools und der Signalverarbeitung für Lautsprechersysteme. 1994 wurde er Mitglied der Digital Signal Processing (DSP)-Gruppe bei Philips und leitete Projekte zur Verbesserung der Klangwiedergabe durch Nutzung von DSP und psychoakustischen Phänomenen.
Im Jahr 2003 wurde er Philips Fellow und erweiterte seine Interessen im Ingenieurwesen auf Medizin und Biologie, insbesondere auf Sensoren und deren Signalverarbeitung für ambulante Überwachung, Schlaf, Kardiologie, Perinatologie, Drug Response Monitoring und Epilepsieerkennung. Er ist Autor oder Co-Autor von mehr als 450 veröffentlichten Artikeln und Berichten und hat über 250 Patentanmeldungen durchgeführt, darunter mehr als 175 US-Patente, von denen mehr als 100 erteilt wurden. Für seine kreativen Beiträge bei Philips erhielt er den Gilles Holst Award des Unternehmens (1999), den Gold Invention Award (2012) und den Diamond Invention Award (2018).
Er wurde 2007 IEEE Fellow und erhielt 2017 den Chester Sall Award. 1998 wurde er Fellow der Audio-Engineering-Society und erhielt 2010 deren Silbermedaille. Zudem war er Mitorganisator und Vorsitzender mehrerer internationaler Kongresse.
Aarts ist seit 2006 Teilzeitprofessor an der Technischen Universität Eindhoven (TU/e), wo er hauptsächlich Master- und Doktoranden betreut. Seit 1990 ist er Präsident der Aarts Consultancy. Im Jahr 2019 zog er sich von Philips zurück und konzentriert sich nun hauptsächlich auf seine akademische und beratende Tätigkeit, wobei letztere sowohl Fragen der Technik als auch des geistigen Eigentums (IP) umfasst.
Er heiratete Doortje Ultee (1956–2009) im September 1987 in Krommenie. Aus ihrer Ehe gingen zwei Söhne hervor.

## Professionelle Arbeit

### Verbesserung des Bassklangs
Aarts und seine Mitarbeiter bei Philips waren an der Entwicklung, Verbesserung und Hardware-Implementierung von Systemen zur Bassverstärkung/-wiederherstellung beteiligt, die sich das natürliche psychoakustische Phänomen zunutze machten, das als „fehlende Grundschwingung“ bekannt ist.
Kleine Lautsprecher sind im Allgemeinen nicht in der Lage, niederfrequente Töne wiederzugeben. Aber durch Ausnutzung von Hörtäuschungen kann man entweder das virtuelle Tonhöhenphänomen nutzen, welches besonders tiefe Frequenzen in ein höheres Frequenzband verschiebt, die von Lautsprecher wiedergeben werden können (dies wird auch als Ultra Bass bezeichnet) der man kann die sehr niedrige Frequenz einer einzigen Frequenz zuordnen, bei der der Lautsprecher auf hohe Effizienz ausgelegt ist. Dies wird manchmal als Bary Bass bezeichnet. Wenn der Lautsprecher andererseits tiefe Frequenzen abstrahlen kann, diese aber in der Musik nicht vorhanden sind, können diese Frequenzen mithilfe eines Bandbreitenerweiterungsschemas aus der Musik abgeleitet werden. Dies wird manchmal als Infra Bass bezeichnet.
Schließlich kann die Audioqualität, insbesondere von Niederfrequenz-Schallwandlern mit hohem Q, verbessert werden, indem die Abklinganteile von Basssignalen gedämpft werden, wodurch das Sustain oder Nachklingen von Bassnoten reduziert wird; dies wird manchmal als druckvoller Bass bezeichnet.

### Lautsprecherarrays und ihre Abstrahlung
Aarts und seine Mitarbeiter bei Philips waren auch an der Entwicklung und Anwendung der Lautsprecherstrahlung beteiligt. Eine erweiterte Version der Zernike-Polynome, bekannt als ENZ, wurde angewendet, um Vorwärts- und Umkehrprobleme der akustischen Strahlung eines flexiblen kreisförmigen Kolbens, der von einer starren unendlichen Ebene (Schallwand) umgeben ist, und einer flexiblen Kugelkappe auf einer starren Kugel zu lösen. Dies zeigt, dass Letzterer dem eines echten Lautsprechers ziemlich ähnlich ist. Der Einsatz mehrerer in einem Array angeordneter Lautsprecher ermöglicht besondere Abstrahlcharakteristiken. Beispielsweise kann man den Sweet-Spot-Bereich beim stereophonen Hören vergrößern, indem man interaurale Zeitunterschiede nutzt; dieses System wurde als ortsunabhängiges Stereo bezeichnet. Eine andere Anwendung besteht darin, den Ton auf einen Zuhörer zu richten, ohne andere zu stören. Dies wird als persönlicher Ton bezeichnet. Eine weitere Anwendung besteht darin, quadratische Phasenarrays zu verwenden, um Lautsprecherarrays zu entwerfen, die genau wie ein einzelner Lautsprecher abstrahlen. Für die Berechnung der Lautsprecherabstrahlung wird häufig die Struve-Funktion benötigt, hierfür wurden einfache Näherungen abgeleitet.

## Stereo-Basisverbreiterung
Bei kleinen Fernsehern und tragbaren Audiogeräten stehen die Lautsprecher nahe beieinander. Durch eine spezielle Signalverarbeitung können sogenannte Phantom- oder virtuelle Quellen erzeugt werden, sodass der Klang scheinbar weit außerhalb der Lautsprecher erzeugt wird. Dieses Prinzip hat Philips unter dem Handelsnamen „Incredible Sound“ auf viele Fernseh- und Audiogeräte angewendet. Der Regisseur Spike Lee drehte dafür 1996 einen Werbespot, der an der Wall Street in NYC spielte.

## Akustische Kühlung mit Lautsprechern
Ein kleiner Lautsprecher in einem speziellen Gehäuse kann synthetische Strahlen erzeugen, die gegenüber einem Lüfter Vorteile wie höhere Effizienz, größere Gestaltungsfreiheit sowie weniger Lärm und Verschleiß bieten. Experimente haben gezeigt, dass die Kunststoffdüsen bei kleinen Flächen bis etwa 40 cm 2 besser kühlen und weniger Lärm verursachen als ein Ventilator.

## Ambulante oder nicht obstruktive Patientenüberwachung
Überwachung von beispielsweise Epilepsie, Schlaf und Herzproblemen wie Vorhofflimmern; und Vitalparameter wie Blutdruck, Herzfrequenz und Atemfrequenz können mithilfe eines Photoplethysmogramms (PPG) ohne Behinderung des Patienten durchgeführt werden. Ein PPG-Sensor kann problemlos in ein Armband, beispielsweise eine Sportuhr, eingebaut werden, vorzugsweise erweitert um Beschleunigungsmesser.

## Veröffentlichungen
Eine Liste der veröffentlichten Artikel (PDF) und US-Patente befinden sich auf der TUe-Mitarbeiter-Seite von Ronald M. Aarts.